# Кадиково
Ка́диково (рос. Кадиково) — присілок у складі Алнаського району Удмуртії, Росія.

## Населення
Населення — 82 особи (2010; 109 в 2002).
Національний склад станом на 2002 рік:
- удмурти — 100 %

## Історія
В 1914 році присілок Новий Мукшур відносилось до приходу Свято-Троїцької церкви присілка Алнаші Єлабузького повіту. В 1921 році присілок переходить до складу Можгинського повіту. В 1924 році утворилась Кадіковська сільська рада Алнаської волості (складалась з 11 сіл), але вже 1925 року в складі сільради залишилось 5 сіл. В 1929 році присілок переходить до Алнаського району. Того ж року в селі був утворений колгосп ім. Луначарського. 1950 року він був ліквідований, а з сусідніх утворений колгосп ім. Суворова. В 1954 році Кадиковська сільська рада була ліквідована, а присілок відійшло до Кучеряновської сільради, а в 1964 році, коли і та була ліквідована, Кадиково відійшло до складу Байтеряковської сільської ради.

## Урбаноніми[3]
- вулиці — Велика, Поперечна